# Кастельнуово-ді-Гарфаньяна
Кастельнуово-ді-Гарфаньяна, Кастельнуово-ді-Ґарфаньяна (італ. Castelnuovo di Garfagnana) — муніципалітет в Італії, у регіоні Тоскана,  провінція Лукка.
Кастельнуово-ді-Гарфаньяна розташоване на відстані близько 300 км на північний захід від Рима, 80 км на північний захід від Флоренції, 32 км на північ від Лукки.
Населення — 5969 осіб (2014).

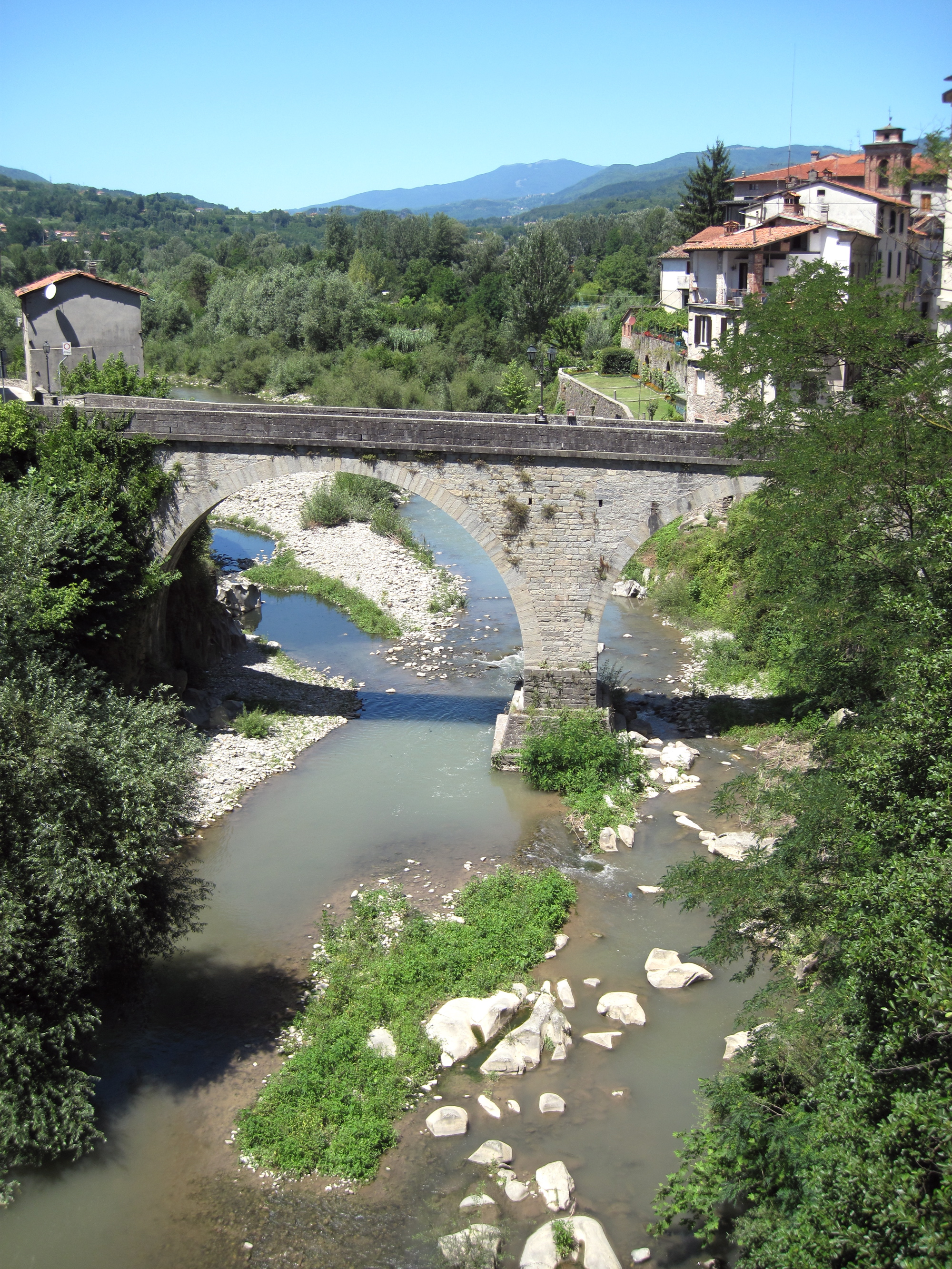

Щорічний фестиваль відбувається 29 червня. Покровитель — Петро (апостол).

## Демографія
Населення за роками:

Станом на 1 січня 2023 року в муніципалітеті офіційно проживало 447 іноземців з 37 країн, серед них 186 громадян країн Євросоюзу та 4 громадяни України.

## Уродженці
- Джованні Ді Лоренцо (*1993) — відомий італійський футболіст, захисник.

## Сусідні муніципалітети
- Кампорджано
- Кареджне
- Фошіандора
- Галлікано
- Молаццана
- П'єве-Фошіана